# Biogasrucksack

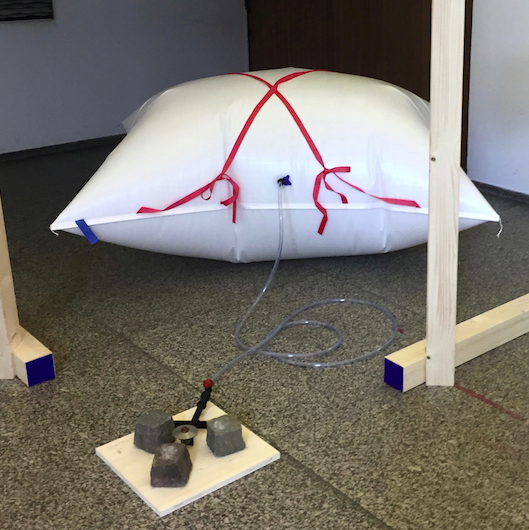
Der Biogasrucksack, MAKK Köln

Der Biogasrucksack ist ein gasdichter Sack, der mit Gasanschluss und Trageriemen ausgestattet ist. Es kann Biogas eingefüllt und transportiert werden.

## Beschreibung
Die Entwicklung geht auf die Agraringenieurin und Forscherin Katrin Pütz zurück, die dieses Prinzip als Doktorandin an der Universität Hohenheim, Institut Agrartechnik und der Universität Addis Abeba bis zur Marktreife entwickelte. Er ist seit 2011 als der erste Biogasrucksack patentiert. Der Biogasrucksack ermöglicht es Menschen in ländlichen Regionen, Biogas aus Biogasanlagen, die sich in ihrer Umgebung befinden, nach Hause zu transportieren. Umgekehrt können die Betreiber von Biogasanlagen die Überschüsse aus ihren Anlagen vermarkten. Damit ergibt sich für zahlreiche Nutzer die Möglichkeit, mit Biogas statt mit Holz zu kochen. Dies hat den Vorteil, dass wichtige ökologische Ressourcen geschont werden und die Menschen keine Schäden an Augen und Lunge nehmen, denen sie sonst durch das Entstehen von Rauch und Abgasen beim Kochen auf Holz oder Kohle ausgesetzt wären.
Der Rucksack besteht aus mehreren Lagen Kunststoff, die miteinander verschweißt und vernäht sind. Bei einer Länge von zwei Metern und einem Gewicht von vier Kilogramm fasst er einen Kubikmeter Biogas. Diese Menge ist für den Tagesbedarf einer Familie ausreichend. Zum Betrieb eines Gaskochers muss der Biogasrucksack mit einem Schlauch angeschlossen und mit einem Gewicht beschwert werden. Da der Rucksack ohne Druck befüllt wird, besteht keine Explosionsgefahr. Auch bei einer Entzündung des gesamten Rucksacks brennt dieser kontrolliert ab. Der Biogasrucksack wurde vom TÜV und von der äthiopischen ECAE getestet und für sicher befunden. Der Rucksack wird durch unabhängige Lizenznehmer und Geschäftspartner vor Ort zu dort jeweils üblichen Marktpreisen verkauft. Dadurch wird eine Störung anderer Produkte am Markt verhindert, wie es bei verschenkter Entwicklungshilfe meist der Fall ist, eröffnet den Entrepreneuren aber trotzdem ein Geschäftsfeld im Sinne einer Entwicklungszusammenarbeit.

## Trivia
Der Biogasrucksack ist zum Synonym für Social Business im Sinne der Gemeinwohl-Ökonomie-Bewegung und einer Umsetzung von angepasster Technologie in den Ländern des globalen Südens unabhängig von Entwicklungshilfegeldern geworden.